# Molophilus (Molophilus) parvulus
Molophilus (Molophilus) parvulus is een tweevleugelige uit de familie steltmuggen (Limoniidae). De soort komt voor in het Australaziatisch gebied.